# Cerdanya
|  | Per a altres significats, vegeu «Cerdanya (desambiguació)». |

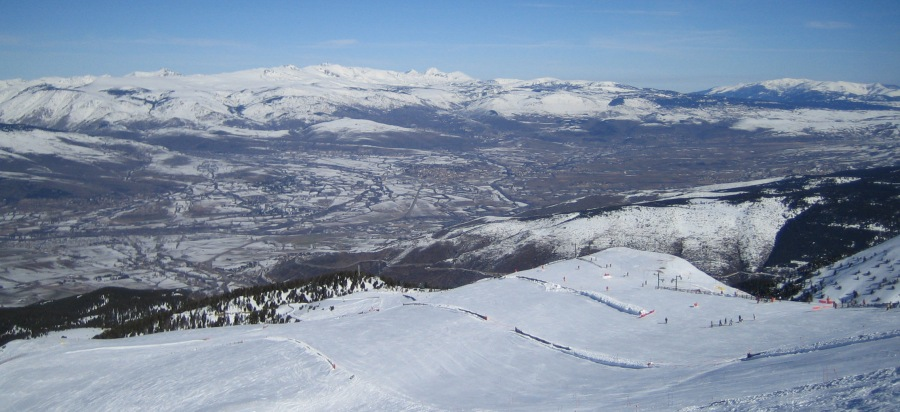
La plana cerdana vista des de la Tosa d'Alp. Al centre de la imatge Puigcerdà entre els rius Segre (a la dreta) i Querol (a l'esquerra) i al fons el massís del Carlit.

La Cerdanya (o Cerdanya, sense article) és una comarca natural de Catalunya situada als Pirineus Catalans, a la capçalera del riu Segre.
Es caracteritza per ser una comarca muntanyenca amb una plana elevada única als Pirineus, atès que no n'hi ha cap altra d'una magnitud similar.
Es divideix administrativament en dues parts, l'Alta Cerdanya i la Baixa Cerdanya. Aquesta divisió rau en el fet que pertanyen a dos estats diferents: l'Alta Cerdanya, administrada per França i no constituïda com a entitat administrativa, es troba inclosa al departament dels Pirineus Orientals (regió d'Occitània), conegut popularment com la Catalunya del Nord. La Baixa Cerdanya, administrada per Espanya, es troba a la comunitat autònoma de Catalunya i està constituïda com a comarca, administrada pel Consell Comarcal de la Cerdanya. A la vegada, la Baixa Cerdanya està dividida entre les províncies de Girona (11 municipis) i Lleida (6 municipis).
A desgrat que s'emprin els termes d'Alta i Baixa Cerdanya per diferenciar-les, en l'ús habitual, els residents nord-catalans anomenen l'Alta Cerdanya simplement Cerdanya (o Cerdagne en francès). El mateix passa amb la Baixa Cerdanya, que a més té com a nom oficial "la Cerdanya".

## Etimologia
Joan Coromines explica en el seu Onomasticon Cataloniae que el topònim Cerdanya té el seu origen en el nom arcaic de Llívia, Cere, de la qual també deriven els topònims de Cereja i Gorguja, llogarrets del terme de Llívia. Cere consta en monedes ibèriques.

## Història
Els ceretans o cerretans foren un poble iber de la zona dels Pirineus, que ocuparen l'actual Cerdanya (de la qual deriva el nom) i en general la vall del Segre. "L'existència d'uns ceretans occidentals al Pirineu mig aragonès apareix a les fonts islàmiques dels segles VIII-IX, quan encara existien com a poble diferenciat, segons Guillermo Fatás en Ibn Hayyan, "Muqtabas", "Al'Udri", "Tarsi", a on es parla de la terra dels Certaniyyin o Sirtaniyyin, és a dir, els habitants de la terra certana. El lloc s'aclareix quan les mateixes fonts parlen del riu Gállego (en aragonès Galligo), què neix a les muntanyes d'aquestes terres", traducció al català de la font navarroaragonesa. Consta que foren mestres d'adobar pernils. La Cerdanya ha estat territori històric català, i va ser dividit a conseqüència del Tractat dels Pirineus (1659) entre el Regne d'Espanya i el Regne de França, pel qual Espanya va cedir a França 33 pobles de la part nord cerdana. Es varen cedir tots els pobles de l'Alta Cerdanya (que incloïa el Capcir) menys la població de Llívia, ja que té el títol de vila, i és per aquesta raó que Llívia és un enclavament de l'estat espanyol dins de l'estat francès.
Després, el 1833, la part sota administració espanyola fou fraccionada entre les províncies de Lleida i Girona. L'agricultura i la ramaderia van ser durant molts anys la base econòmica, però al final del segle xix els primers estiuejants, gent benestant de Barcelona, construïren cases luxoses on passar l'estiu. Les millores urbanístiques a la capital cerdana es van notar i l'any 1922 hi arribava el tren de Barcelona, i més tard, el 1927 el Tren Groc. Amb les estacions d'esquí i l'obertura del túnel del Cadí el 1984, el turisme va fer recular l'agricultura i la ramaderia. Avui el turisme és el motor que impulsa l'esquí, l'hostaleria, la construcció i el comerç.

## Geografia
Hom pot distingir dues subcomarques naturals a la Baixa Cerdanya anomenades la Batllia o petita Cerdanya, al voltant de Bellver de Cerdanya, i el Baridà que actualment s'estén també per la comarca de l'Alt Urgell.
Els municipis que formen la Cerdanya són:
- Alp
- Angostrina i Vilanova de les Escaldes
- Bellver de Cerdanya
- Bolquera
- Bolvir
- Das
- Dorres
- Èguet
- Eina
- Enveig
- Er
- Estavar
- Fontanals de Cerdanya
- Font-romeu, Odelló i Vià
- Ger
- Guils de Cerdanya
- La Guingueta d'Ix
- Isòvol
- Lles de Cerdanya
- Llívia
- Llo
- Meranges
- Montellà i Martinet
- Naüja
- Oceja
- Palau de Cerdanya
- Porta
- Portè
- Prats i Sansor
- Prullans
- Puigcerdà
- Riu de Cerdanya
- Sallagosa
- Santa Llocaia
- Targasona
- La Tor de Querol
- Ur
- Urús
- Vallcebollera

## Climatologia
El clima de la Cerdanya és mediterrani de tipus Prepirinenc Occidental a la plana cerdana i Pirinenc Occidental a l'àrea del Puigpedrós. La precipitació mitjana anual queda molt condicionada per l'alçada, amb valors compresos entre els 700 mm a la plana i fins als gairebé 1.000 mm als cims més alts, donant-se els màxims a l'estiu i els mínims a l'hivern. Els hiverns són molt freds, entre 2 °C i -3 °C de mitjana i amb una marcada inversió tèrmica, i els estius suaus, entre 14 °C i 18 °C, amb una alta amplitud tèrmica tant anual com diària. Tot l'any hi pot glaçar.

## Estacions d'esquí
Dues estacions d'esquí alpí (Masella i La Molina) i tres d'esquí nòrdic (Guils Fontanera, Lles, i Aransa) configuren les opcions del turisme d'hivern a la Baixa Cerdanya. A més, àrees com la d'Alp 2500, que connecta les estacions de Masella i la Molina, ofereixen el domini esquiable més important dels Pirineus amb una superfície de 121 quilòmetres de pistes.
A l'Alta Cerdanya s'hi troben les de Font-Romeu, Bolquère-Pyrénées 2000, Puigmal 2900, Porté-Puymorens i Cambra d'Ase.

## Senderisme

### El camí cerdà de Sant Jaume
Quan, al segle xi, es van descobrir les restes de l'apòstol Jaume a Galícia, el lloc es convertí ràpidament en un gran centre de pelegrinatge. Les rutes europees que es dirigien a la ciutat de l'apòstol convergien als Pirineus, on hi havia dues entrades principals: la de Navarra i la d'Aragó. Però, a més d'aquestes rutes principals, també n'hi havia d'altres de secundàries.
Una era la que entrava a Catalunya a través dels colls de la Perxa i del Pimorent i arribava a Sant Jaume de Rigolisa, a Puigcerdà. Des d'aquí creuava la Cerdanya i la resta dels Pirineus per anar a buscar Jaca, on confluïa amb el camí principal. La ruta combina magnífiques vistes amb diferents llocs d'interès històric i cultural, principalment esglésies, ermites i hospitals de pelegrins.
Aquesta ruta segueix el Camí de Sant Jaume -primer Itinerari Cultural Europeu, sorgit del pelegrinatge a la ciutat gallega de Santiago de Compostel·la- al seu pas per la comarca de la Cerdanya. No és gaire llarga, però cal tenir presents les múltiples opcions de deixar el cotxe i caminar que ofereix el recorregut.

## Museus i centres patrimonials
- Museu del Bosc de Bellver de Cerdanya
- Col·lecció Museu de Das
- Museu Municipal de Llívia
- Museu Casa del Riu de Martinet
- Parc dels Búnquers de Montellà i Martinet
- Museu de l'Esclop de Meranges
- Museu Cerdà de Puigcerdà[5]